# バトルフィールド・アビス
『バトルフィールド・アビス』（原題：2010: Moby Dick、別題：Moby DickまたはMoby Dick: 2010）は、アメリカ合衆国の映画作品。原作はハーマン・メルヴィルの長編小説『白鯨』。

## キャスト
| 役名                   | 俳優                   | 日本語吹替 |
| ---------------------- | ---------------------- | ---------- |
| エイハブ艦長           | バリー・ボストウィック | 岩崎ひろし |
| ミシェル・ハーマン博士 | レネ・オコナー         | 小林さやか |
| ブーマー               | マット・レーガン       | 家中宏     |
| Q一等操舵士            | マイケル・ティー       | 加藤拓二   |
| スタッブス機関長       | ブライアン・ホール     | 魚建       |
| スターバック少佐       | アダム・グライムス     | 福田賢二   |

- その他の声の吹き替え：世古陽丸／藤間亮／黒澤剛史／紺野相龍／玉野井直樹／逢笠恵祐／松本佳奈